# 野田市立川間中学校
野田市立川間中学校（のだしりつ かわまちゅうがっこう）は、千葉県野田市の川間地区にある公立中学校。

## 概要

### 沿革
- 1947年5月10日 - 新学制に伴い、川間村立川間中学校として発足。
- 1950年2月15日 - 新校舎落成。木造2階建5教室。
- 1954年11月1日 - 中学校独立校舎地鎮祭開催。
- 1955年7月11日 - 現在の場所に新校舎完成。
- 1957年4月1日 - 町村合併により野田市立川間中学校となる。
- 同日 - 文部省より産業教育研究校として指定される。
- 1958年11月 - 同上の公開研究会を開催。
- 1959年11月21日 - 校歌制定。
- 1961年7月16日 - 体育館兼講堂竣工。
- 1962年9月22日 - 校旗制定。
- 1967年10月30日 - 特殊教室1学級設置。（～1978年3月31日まで）
- 1968年2月16日 - 県指定技術家庭科公開研究会開催。
- 同日 - 給食開始。
- 1971年8月5日 - プール竣工。
- 1979年5月20日 - 球技運動場・植物園整備完了。
- 1980年4月1日 - 野田市教育委員会より特別活動の研究校として指定される。
- 10月28日 - 集会活動について公開研究会開催。
- 1981年4月1日 - 前年に引き続き野田市教育委員会より研究校として指定される。
- 1982年9月30日 - 鉄筋三階建校舎二棟落成。
- 1985年2月20日 - 体育館落成。
- 1989年10月16日 - 教科について公開研究会開催。
- 1991年4月1日 - 野田市教育委員会より学校同和教育研究校として指定される。
- 1992年10月8日 - 野田市教育委員会指定、学校同和教育公開研究会開催。
- 1994年4月1日 - 野田市教育委員会よりコンピューター教育研究校として指定される。
- 1995年11月10日 - 野田市教育委員会指定、コンピューター教育公開研究会開催。
- 1996年11月16日 - 創立50周年記念式典開催。
- 1998年11月1日 - 創立記念「夢の実現」講演会開催。
- 1999年7月2日 - 本宮寛子スクールコンサート開催。
- 2001年4月1日 - 野田市教育委員会より男女平等教育研究校として指定される。
- 12月1日 - 芸術鑑賞会「御響太鼓」演奏会開催。
- 2002年4月1日 - 野田市教育委員会より学校人権教育研究校として指定される。
- 2003年2月28日 - 新運動部室竣工。
- 2009年3月2日 - 学校支援地域本部設置。
- 2014年4月12日 - 市内統一土曜授業開始。（第二・第四土曜日）
- 2015年11月26日 - 野田市教育委員会指定ポトムアップ研究会実施。
- 2017年2月28日 - 空調設備設置。
- 9月30日 - トイレ洋式化工事完了。
- 11月30日 - 千葉県教育委員会指定「命の大切さを考える防災教育公開事業」授業公開及び講演会開催。

## 主な行事
- 4月 - 入学式、新入生歓迎会
- 5月 - 修学旅行（3年生）
- 9月 - 体育祭
- 10月 - 合唱コンクール
- 11月 - 文化祭（川創祭）
- 1月 - スキー林間学校（2年生）
- 3月 - 3年生を送る会（3送会）、卒業式

## 部活動
部活動が盛んに行われており、陸上部を中心として県大会に出場する部活が多い。2018年度には、吹奏楽部が全国大会に出場。

### 運動部
- 野球部(男)
- サッカー部(男)
- 陸上部
- バレーボール部
- バスケットボール部(女)
- ソフトテニス部(女)
- 卓球部(男)

### 文化部
- 吹奏楽部
- 美術部

#### 特設部
大会が近い期間のみ設置される部。
- 駅伝部
- 水泳部
- 郷土芸能部

- 2018年度に吹奏楽部が全国大会出場
- 他の部活も陸上部中心に県大会に行く生徒が多い。